# Daelim Motor
Die Daelim Motor Company, Ltd, ist ein südkoreanischer Motorradhersteller und eine Tochtergesellschaft von Hyosung S&T Motors. Der Hauptsitz des Unternehmens ist in Gyeongsangnam-do, und die Produktionsstätten befinden sich in Changwon.
Daelim Motors gehört zu Daelim Industrial. Diese besitzt unter anderem Baufirmen, Hotelanlagen, Transportunternehmen, Daelim Motors und eine Teileherstellung für PKW und Zweiräder.
Im koreanischen Betrieb, der auf einer Fläche von 298.000 m² im Changwon-Industriegebiet liegt, befinden sich Fließbänder, auf denen 300.000 Motorräder im Jahr produziert werden können. Daelim ist Führer der koreanischen Motorradindustrie. Es werden jährlich Motorräder im Gesamtwert von 100 Millionen Euro exportiert. Nach wie vor werden in den neuen Modellen Honda-Motoren verbaut.
Zum 1. Januar 2025 waren in Deutschland 25.580 Daelim-Krafträder zum Straßenverkehr zugelassen, was einem Anteil von 0,5 Prozent entspricht.

## Geschichte
Seit 1962 ist sie als Hersteller und Zulieferer im Motorradbau tätig und konnte, nach enger Zusammenarbeit mit Kia und Honda, zum größten Motorradhersteller Koreas aufsteigen. Daelim ist ebenfalls Zulieferer in der Automobilbranche und fertigt Teile unter anderem für Audi, Jaguar, Kia und Hyundai. Im Jahre 1986 wurde das „DAELIM Research & Development Center“ eröffnet und Daelim konnte als erster Hersteller weltweit eine schlüsselloses Bedienkonzept bei Motorrollern anbieten. Um neue Geschäftszweige zu erschließen, übernahm Daelim im März 2000 die Firma Sunglim Machinery. Diese Firma ist spezialisiert auf die Herstellung von Teilen für viele zwei- und vierrädrige Fahrzeuge. Sunglim Machinery produziert Kernbestandteile wie Vergaser, Stoßdämpfer, Ketten und Bremssysteme. Das Verkaufsnetzwerk breitet sich über die ganze Welt aus. Der Importeur für Deutschland ist Hans Leeb Zweiradhandel GmbH in Österreich.

## Modelle
Daelim Motor stellt in erster Linie Leichtkrafträder und Motorroller her.

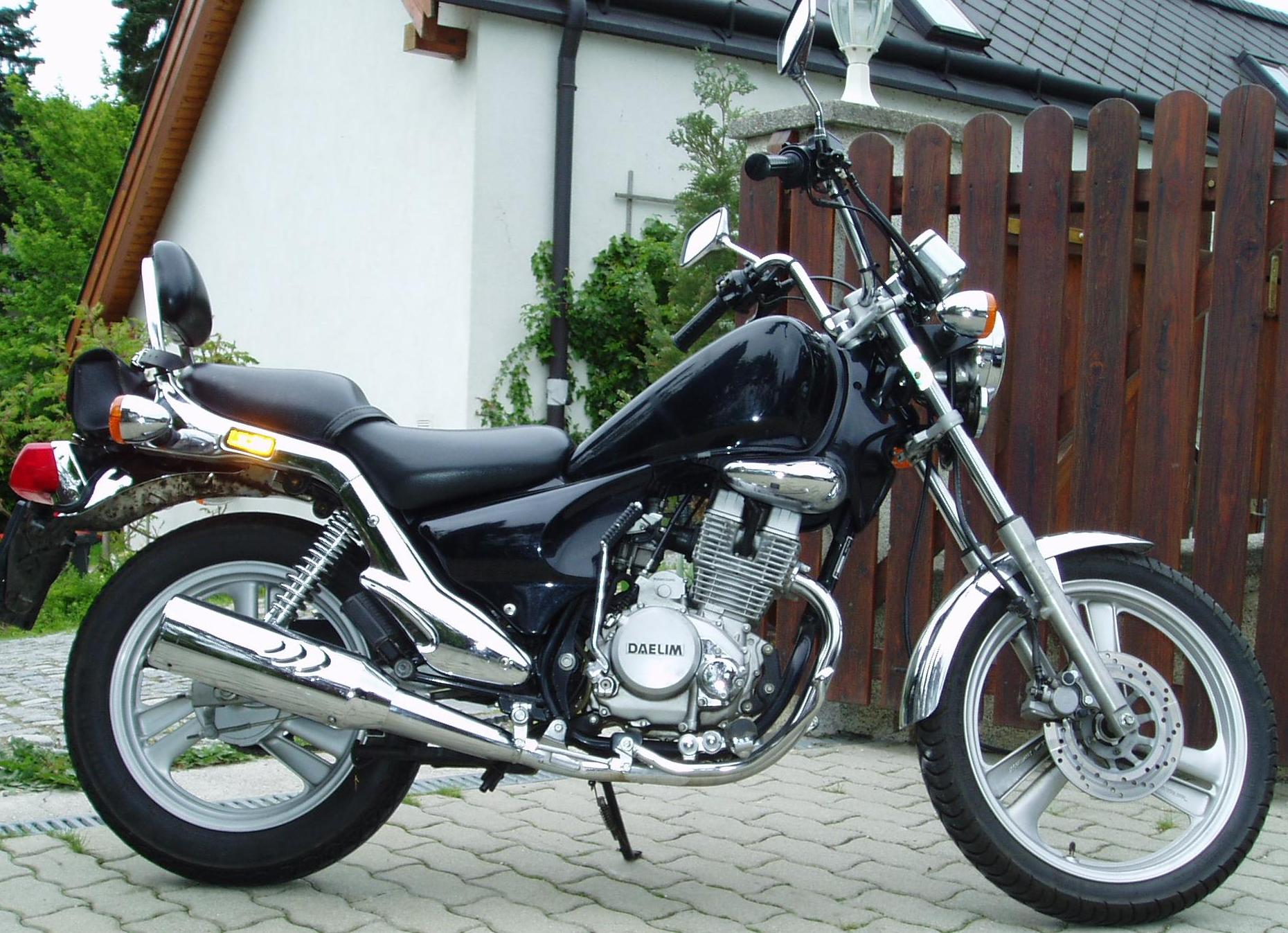
Daelim VS 125 F

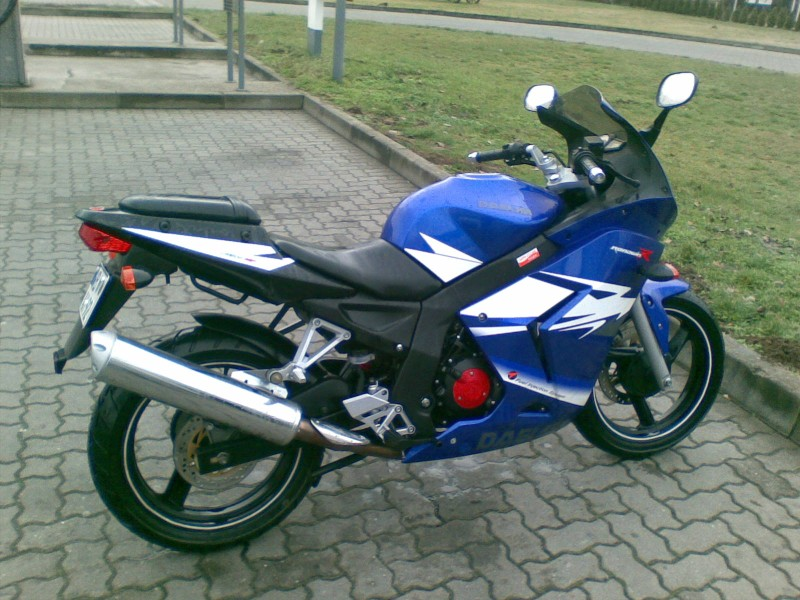
Daelim Roadwin 125 R F.I

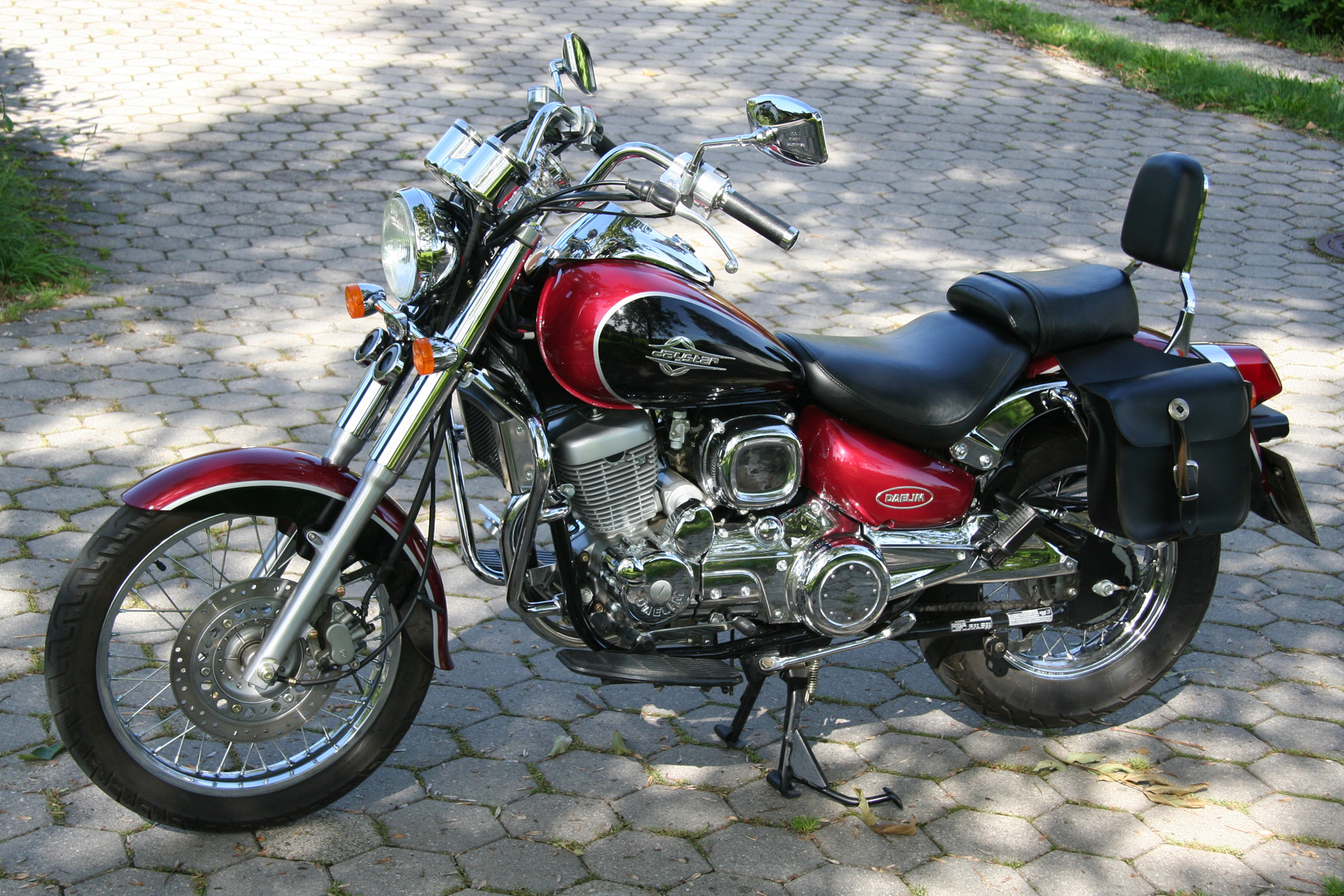
Daelim VL125 Daystar

### Leichtkrafträder (bis 125cm³)
- VC125 Advance (1996–2002, 11 kW)
- VT125 Evolution (1996–2002, 11 kW) → VT125 Evolution (2000–2005, Chopper)
- VS125 Evolution (1996–?, 11 kW) → VS125 Evolution (1999–2004, 11 kW, Chopper)
- VL125 Daystar (2000–2005)→ Daystar 125 Fi (11 kW, luft-öl-gekühlter Einspritzer, 2007–?, Euro-3-Abgasnorm, Cruiser)
- VJ125 Roadwin (2004–2007, Vergaser, 9 kW, Euro2) → Roadwin R F.I (2006–2009, wassergekühlter Einspritzer, 11 kW, Euro3)
- Roadwin 125 Fi (wassergekühlter Einspritzer, Supersportler)

### Leichtkraftroller (bis 125cm³)

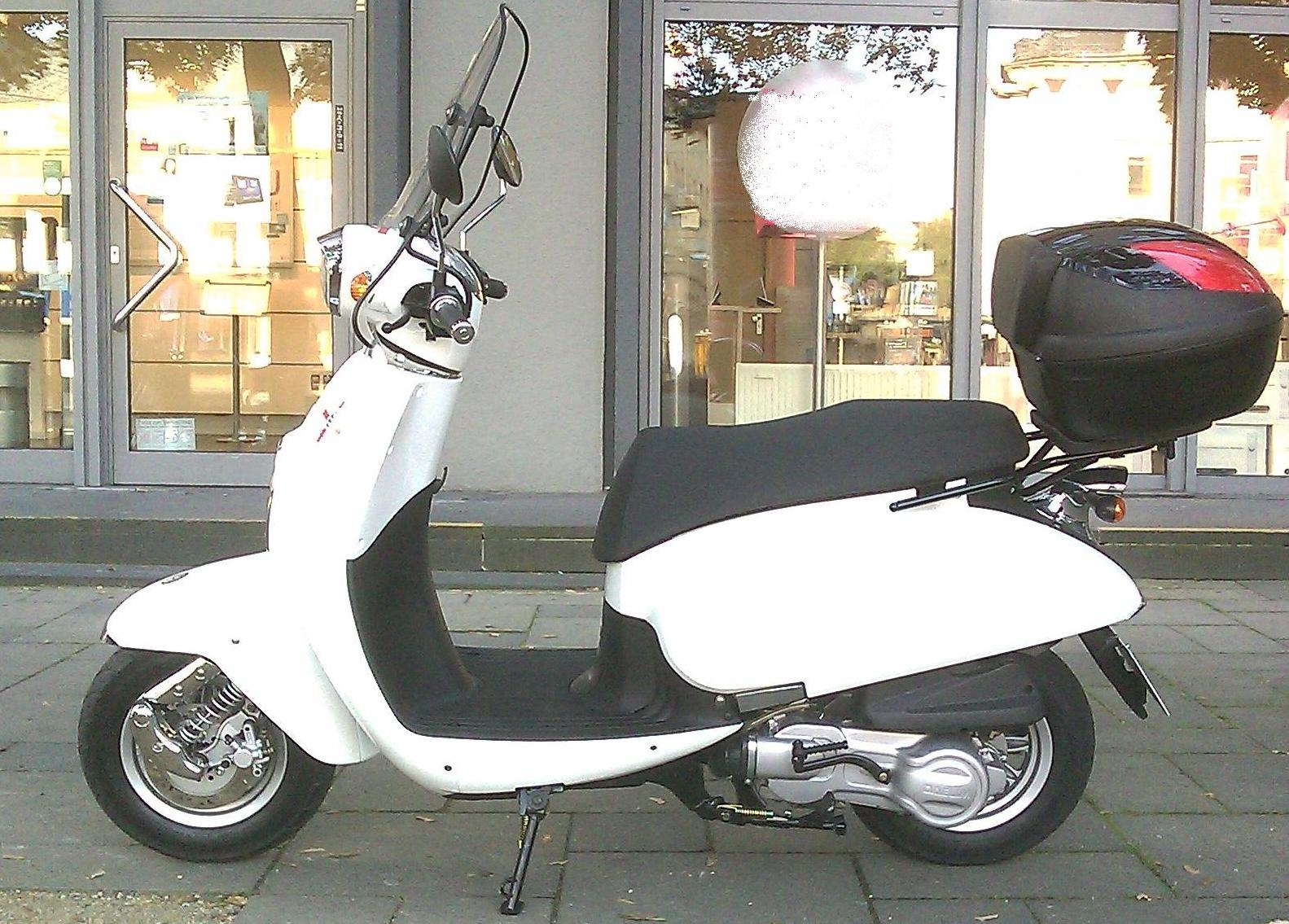
Daelim Besbi (Modelljahr 2010)

- SL125 History (9 kW, Vergaser, 2001–?, Euro-2-Abgasnorm)
- Delfino 100 (~100 cm², 2000–2004)
- Delfino 125 (~125 cm², 2009–2012)
- Otello 125 (1999–2007) → Otello 125 Fi (8,3 kW, Einspritzer, 2008–2012, Euro-3-Abgasnorm)
- Besbi 125 (6,6 kW, Vergaser, 2008–2012, Euro-3-Abgasnorm)
- Rocket 125

- Citi ACE 110 (~110 cm²)

- S1 125 (9 kW, Vergaser, 1997–1999) → Otello 125 (9 kW, Vergaser, 1999–2007, Euro-2-Abgasnorm) → Otello 125 (9 kW, Einspritzer, 2008–2012, Euro-3-Abgasnorm)
- S2 125 → Freewing (9 kW, Vergaser, 2005–?, Euro-2-Abgasnorm) → Freewing FI (8,3 kW, Einspritzer, 2006–?, Euro-3-Abgasnorm)
- S3 125 Fi (10,3 kW, Einspritzer, seit 2011, Euro-3-Abgasnorm)
- S4 (10,3 kW, Einspritzer, seit 2011, Euro-3-Abgasnorm)

### Kleinkraftroller (bis 50cm³)
- History 50
- Vivo 50
- Tapo 50 (1999–?)
- Massage 50 (1998–?)
- S-Five (2002–2007)
- Delfino 50 (2002–2006)
- Cordi 50 (2004–2005)

### Motorräder
- VJF250 exportiert als Roadwin 250R (≈250 cm³, 2009–?, wassergekühlt)

### Roller
- S2 250 (≈250 cm³, wassergekühlt) → S300 Fi (≈250 cm³, seit 2013, wassergekühlt)

### Quads
- ET 250 (≈250 cm³)